# Moretti 750 Grand Sport

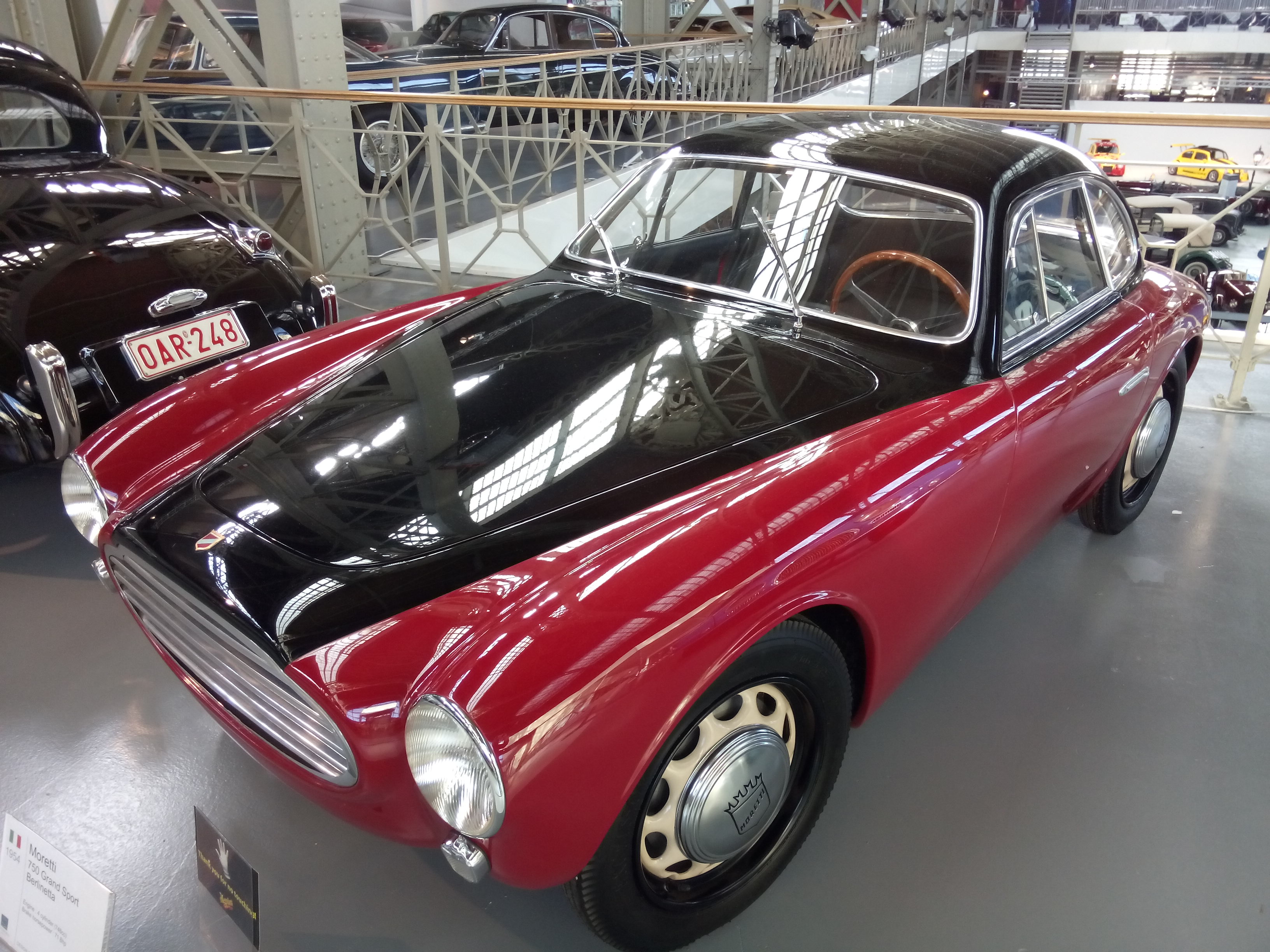
Moretti 750 Grand Sport Berlinetta

Der Moretti 750 Grand Sport, auch Moretti 750 Gran Sport, war ein Sportwagen, der 1953 bei der Moretti Fabbrica Automobili e Stabilimenti Carrozzeria entwickelt wurde.

## Entwicklungsgeschichte und Technik
1925 hatte Giovanni Moretti in Turin ein Unternehmen gegründet, das zuerst Motorrad-Motoren und Motorräder baute. Es folgte noch vor dem Zweiten Weltkrieg die Entwicklung eines Automobils. Nach dem Krieg nahm Moretti die Produktion von Fahrzeugen wieder auf. 1950 konstruierte er einen 4-Zylinder-Reihenmotor, der als 0,75-Liter-Variante im Zentralrohrrahmen des Grand Sport eingebaut war. In Summe wurden zehn Chassis bei Moretti gebaut, die von Zagato und Giovanni Michelotti als Spyder und Coupés karossiert wurden.

## Renngeschichte
Zum 750 Grand Sport sind nur fünf Rennstarts vermerkt. 1954 fuhr Gino Munaron einen Grand Sport bei der Mille Miglia, fiel aber aus. 1955 war erneut ein Grand Sport beim italienischen 1000-Meilen-Rennen am Start. Dieser Wagen, der vom Damenteam Lise Renauld und Régine Gordine, der Ehefrau des französischen Filmproduzenten Sacha Gordine und Schwester von Claude Storez, pilotiert wurde, fiel ebenfalls vorzeitig aus.
Zum 24-Stunden-Rennen von Le Mans 1955 meldete Moretti zwei Grand Sport. Als Fahrer wurden die Paarungen Lino Fayen/Herman Rogenry und Giorgio Ubezzi/Mesnest Bellanger. Ubezzi und Bellanger hatten im Training einen Motorschaden und wurden laut geltendem Reglement nicht zum Rennen zugelassen. Fayen und Rogenry konnten ihren Wagen qualifizieren, gingen aber dennoch nicht ins Rennen. Aus bis heute nicht restlos geklärten Umständen wurde der Wagen zu spät in die Startaufstellung geschoben. Als die Veranstaltung schon mehrere Minuten im Gange war, erschienen Fahrzeug, Fahrer und Teammitglieder verspätet bei den Boxenanlagen. Offizielle des Automobile Club de l’Ouest verwehrten dem Team wenig überraschend den Rennstart.
Es folgte die einzige Platzierung eines Grand Sport bei einem Sportwagenrennen, die in den Ergebnislisten einen elften Rang des US-amerikanischen Rennfahrers W. R. Turner bei einer Veranstaltung auf dem Montgomery Field Airport bei San Diego 1956 ausweist. Beim 24-Stunden-Rennen von Le Mans 1956 waren wieder zwei Werks-Grand Sport gemeldet. Gefahren von den französischen Mannschaften Marcel Lauga/Jean-Michel Durif und Marceau Esculus/Francois Guillaud musste das Team erneute beide Fahrzeuge (jeweils Zündungsschaden) vorzeitig aufgeben.